# ヴェネツィア大学
- ヴェネツィア・カフォスカリ大学
- カフォスカリ大学

ヴェネツィア・カフォスカリ大学（イタリア語: Università Ca' Foscari Venezia, 英語: Ca' Foscari University of Venice）は、イタリア・ヴェネツィアに本部を置くイタリアの公立大学である。日本での通称は<ヴェネツィア大学>、<ヴェネツィア「カ・フォスカリ」大学>、<ヴェネツィア・カフォスカリ大学>、<ヴェネチア大学>などになっている。ドルソドゥーロ地区にあるカ・フォスカリをキャンパスとして使用している。1868年に設立され、現在は8学部を擁している。学生数は約16,000人。
THE世界大学ランキング2021年版で総合601-800位に位置している。QS世界大学ランキング2022年版「Classics & Ancient History」分野では第42位。
外国人向けイタリア語教育学に関してイタリアで最も名門大学の1つである。

## 概要
ヴェネツィアが1866年にオーストリア帝国からイタリア王国に割譲された後に、 ルイージ・ルザッティ（政治経済学者、後のイタリア首相）、 エドアルド・デオダティ（イタリア王国の議員、ヴェネツィアの副知事）、 フランチェスコ・フェラーラ（シチリアの政治経済学者、後に30年間同大学の理事を務める）の3人が発起人となり創立され、ベルギーのアントワープ大学をモデル校にし、1868年8月6日にイタリア初の商業高等教育機関として同年12月より授業が開始された。当初は海外との貿易取引などの外交部門の研究機関および訓練学校としての役割を持ち、生徒は多数の外国語の授業を初年度より受ける必要があった。ヨーロッパでは2番目に古いビジネススクールである。
2階にある「Aula Baratto」と呼ばれる大講堂は、カルロ・スカルパの設計によるものである。

## 組織体制

### 学部
- 経済学部（Department of Economics）
  - 経済学・金融学科
  - 国際貿易学・観光学科
- 哲学・文化遺産学部（Department of Philosophy and Cultural Heritage）
  - 文化遺産保存科学・演劇学科
  - 哲学科
  - 哲学・国際学・経済学科
  - 社会科学・社会福祉学
- 経営学部（Department of Management）
  - 経営管理学科
  - デジタル経営学科
- 環境科学・情報学・統計学部（Department of Environmental Sciences, Informatics and Statistics）
  - 環境科学科
  - 情報学科
  - 統計学科
- 分子科学・ナノテクノロジー学部（Department of Molecular Sciences and Nanosystems）
  - 化学・テクノロジー学科
- 言語学・比較文化学部（Department of Linguistics and Comparative Cultural Studies）
  - 言語学・文明学・言語科学科
  - 言語学・比較文化学科
- アジア・北アフリカ学部（Department of Asian and North African Studies）
  - 外国語学・アジア-北アフリカ文化社会学科
    - 中国コース
    - 韓国コース
    - 日本コース
    - インド亜大陸コース
    - 東南アジアコース
    - 近隣諸国・中東コース
- 人文学部（Department of Humanities）
  - 歴史学科
  - 人文科学科

### 出版社
2011年に大学出版部にあたる「Edizioni Ca' Foscari（ECF）」が設立された。

## 主な学術交流協定校

### 日本[8]
- 北海道大学
- 東北大学
- 筑波大学（部局間交流）
- 東京大学
- 東京外国語大学
- 横浜国立大学
- 横浜市立大学
- 信州大学
- 京都大学
- 京都工芸繊維大学
- 神戸大学
- 岡山大学
- 長崎大学
- 慶応義塾大学
- 上智大学
- 法政大学
- 明治大学
- 早稲田大学
- 立命館大学
- 龍谷大学
- 同志社大学
- 関西学院大学
- 立命館アジア太平洋大学

### 日本以外[8]
- シドニー大学
- メルボルン大学
- 北京大学
- ハーバード大学（CFSIE協定）
- コロンビア大学（CFSIE協定）
- 中東工科大学（Erasmus+）
- イスタンブール大学（Erasmus+）
- パリ政治学院（Erasmus+）
- ソルボンヌ大学（Erasmus+）
- パンテオン・ソルボンヌ大学（Erasmus+）
- フンボルト大学ベルリン（Erasmus+）
- ベルリン自由大学（Erasmus+）
- ミュンヘン大学（Erasmus+）
- チューリッヒ大学（Erasmus+）
- ワルシャワ大学（Erasmus+）
- ロンドン大学クイーン・メアリー校（Erasmus+）
- キングス・カレッジ・ロンドン（Erasmus+）
- サセックス大学（Erasmus+）
- ケンブリッジ大学（Erasmus+）
- サンクトペテルブルク国立大学（Erasmus+）

その他多数

## 大学ランキング
| 分類                         | 順位       |
| ---------------------------- | ---------- |
| 総合                         | 801-1000位 |
| 分野別                       |            |
| 古典学・古代史学             | 42位       |
| 近代言語学                   | 59位       |
| ホスピタリティ・レジャー運営 | 51-100位   |
| 芸術学・人間科学             | 107位      |
| 歴史学                       | 101-150位  |
| 経済学・計量経済学           | 151-200位  |
| 地理学                       | 151-200位  |
| 言語学                       | 151-200位  |
| 地理学                       | 151-200位  |
| 会計学・財務                 | 251-300位  |
| 社会科学・マネジメント       | 311位      |
| ビジネス・経営学             | 301-350位  |
| 情報科学・情報システム学     | 351-400位  |
| 環境科学                     | 351-400位  |
| 化学                         | 551-600位  |

| 分類     | 順位      |
| -------- | --------- |
| 総合     | ランク外  |
| 分野別   |           |
| 経済学   | 201-300位 |
| 大気科学 | 201-300位 |
| 経営学   | 401-500位 |
| 地球科学 | 401-500位 |
| 自然科学 | 401-500位 |

| 分類           | 順位  |
| -------------- | ----- |
| 総合           | 980位 |
| ヨーロッパ     | 388位 |
| イタリア       | 51位  |
| 分野別         |       |
| 環境学・生態学 | 441位 |

| 分類 | 順位      |
| ---- | --------- |
| 総合 | 601-800位 |

## 文化活動
- 映画 - 2011年からカ・フォスカリ短編映画祭が開催されている[10]。

## スポーツ活動
- Ca' Foscari sport - 学生と職員によってボート競技、潜水、水球、スキー、スノーボードが行われている[11]。

## 主な出身者
- レンツォ・ロッソ - 実業家（ファッションブランド・ディーゼルの創業者）

## ギャラリー

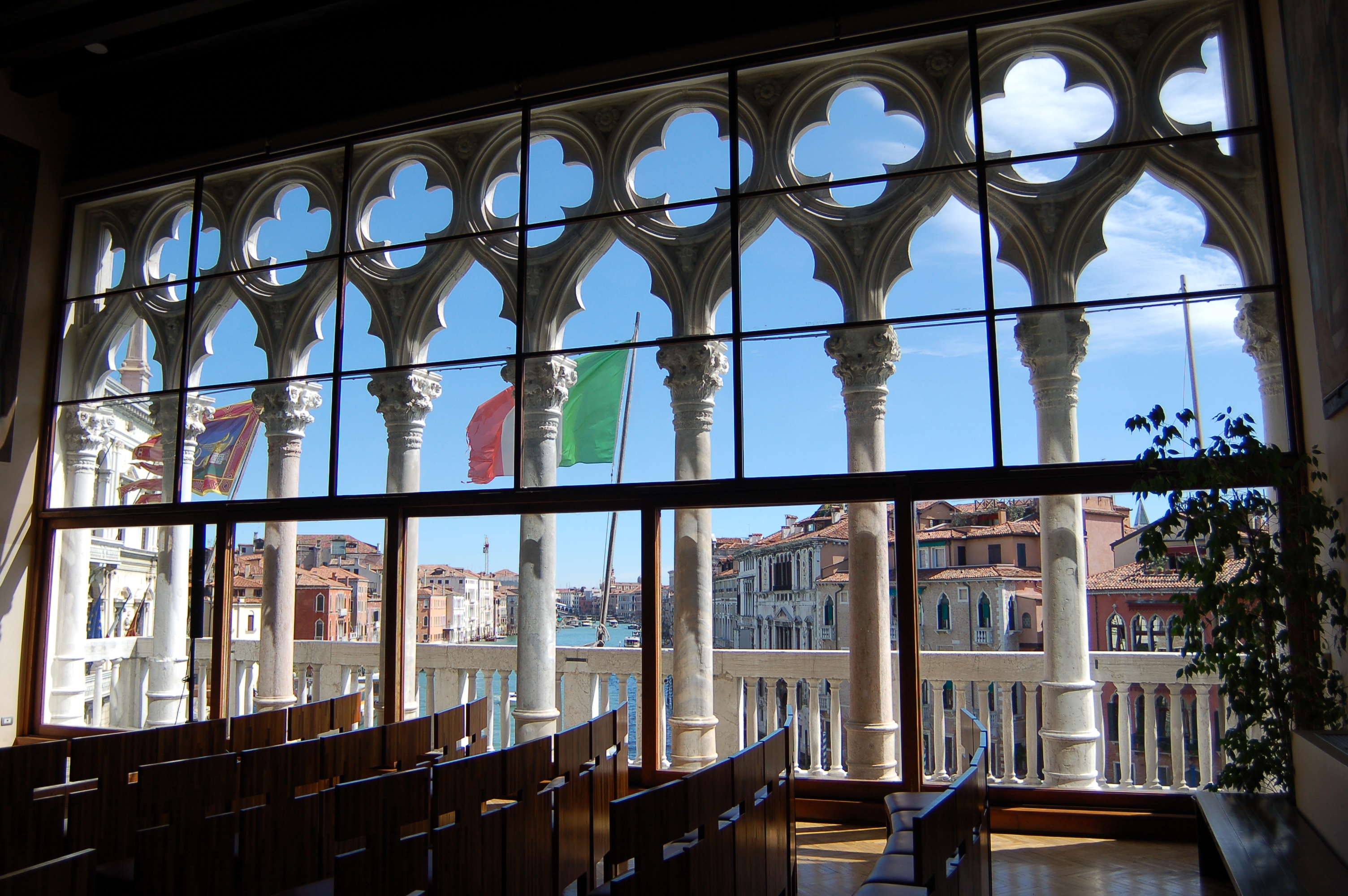
大講堂「Aula Baratto」
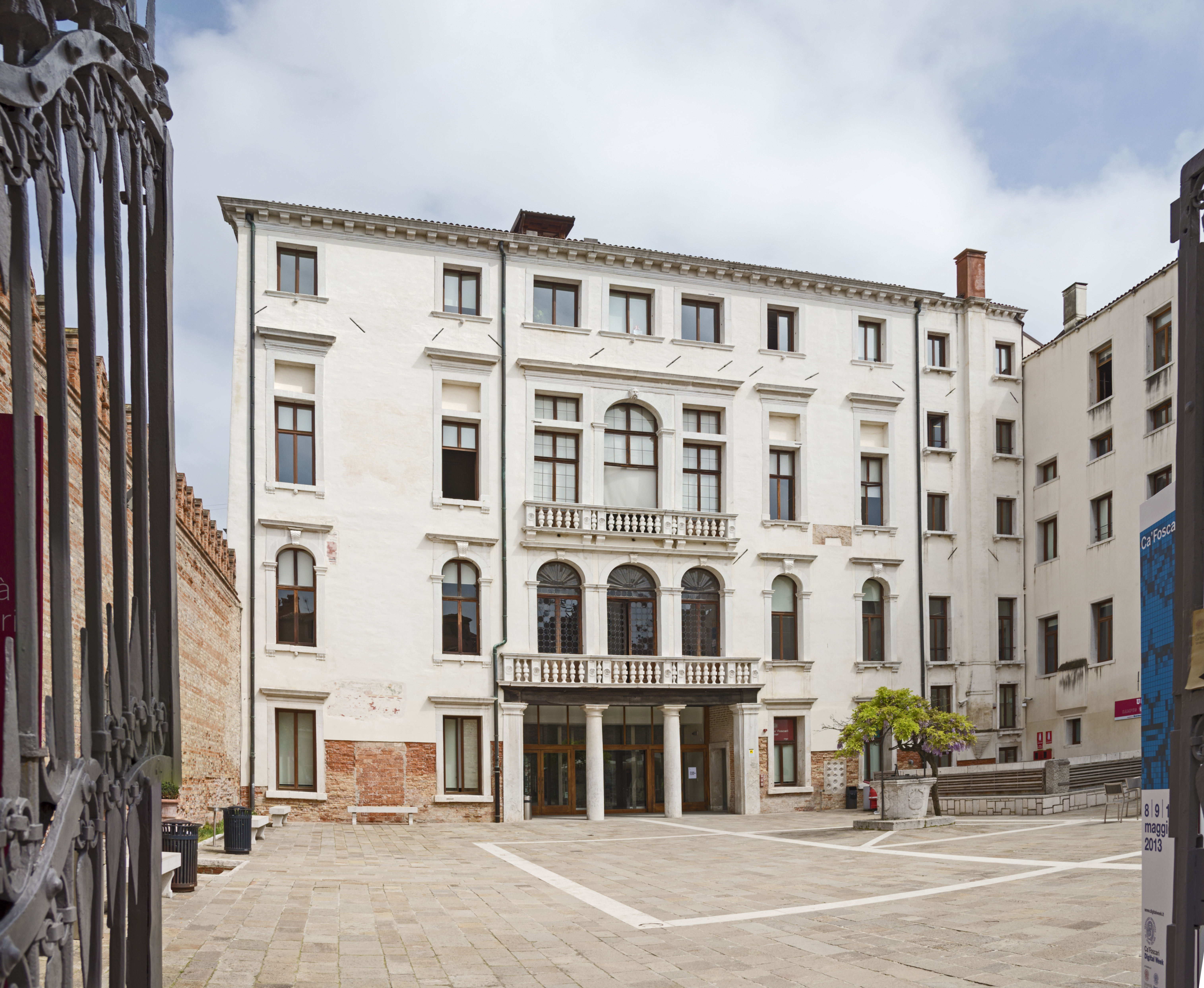
フォスカリ通りから
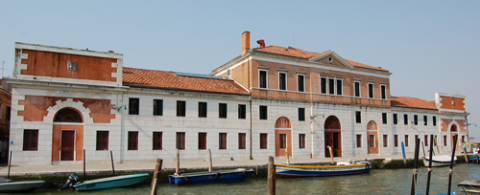
聖ヨブ・キャンパス
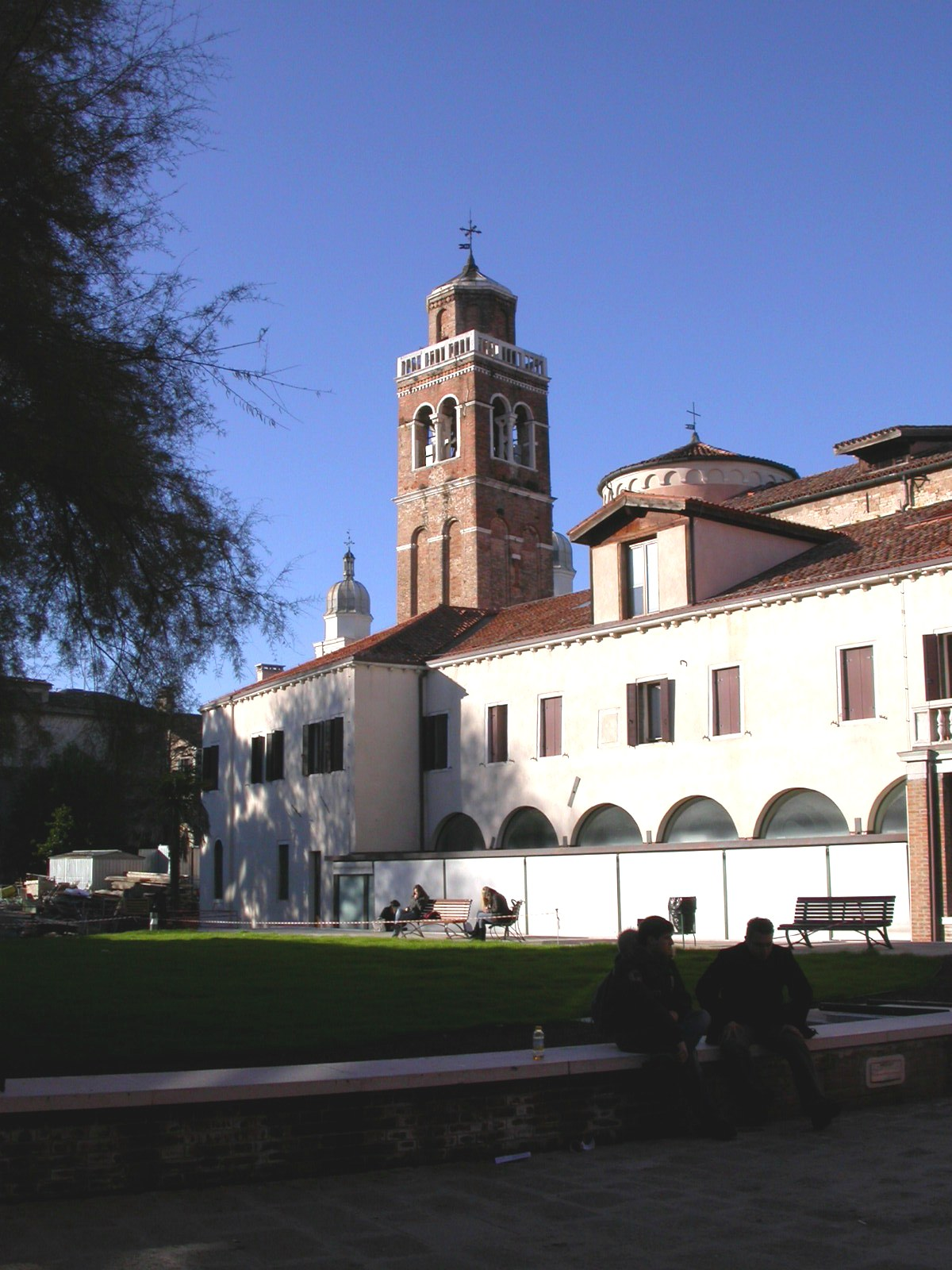
聖セバスティアヌス・キャンパス
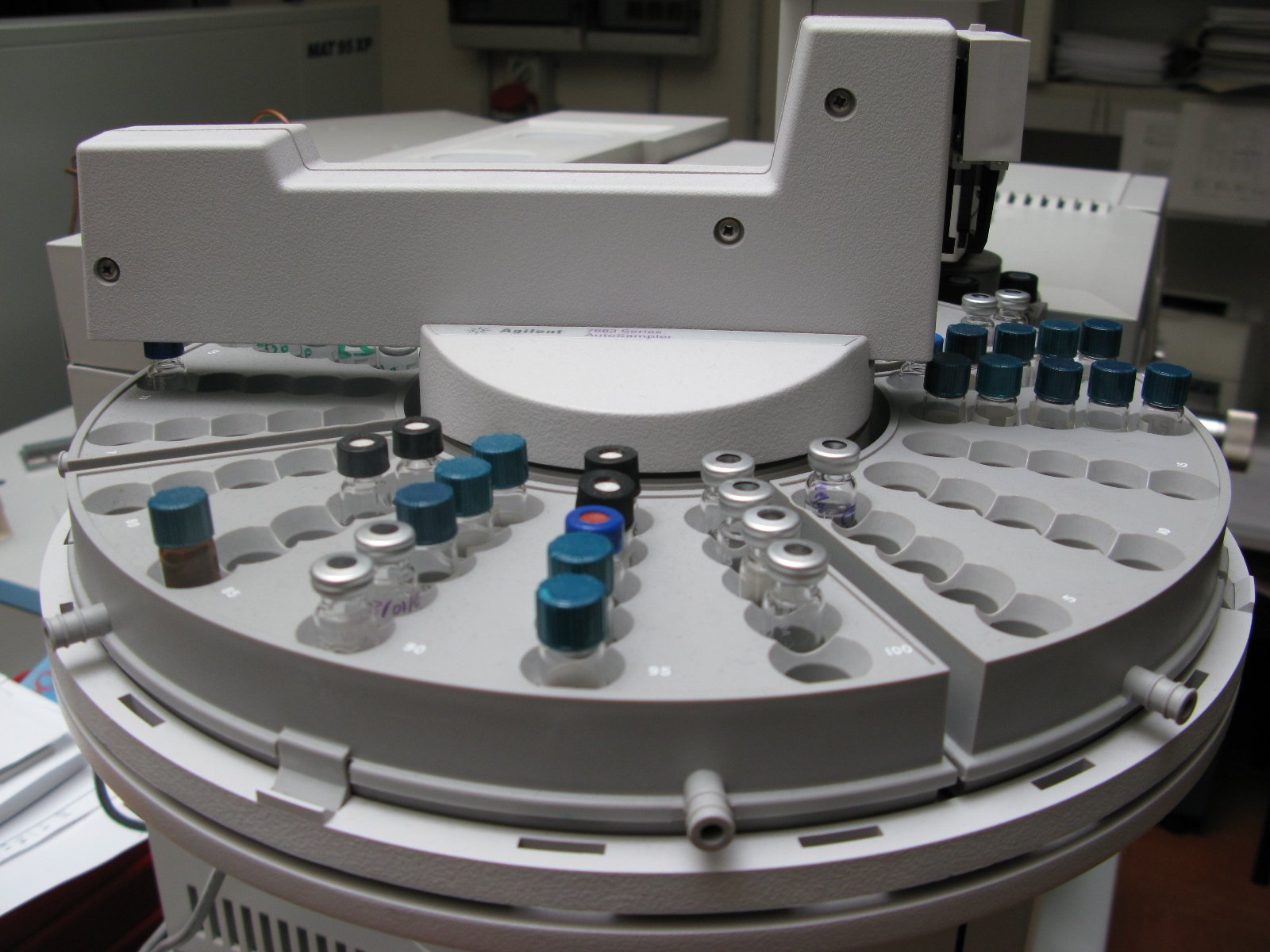
サンタマリア・キャンパスの研究所内